# Myonia corvica
Myonia corvica är en fjärilsart som beskrevs av Paul Dognin 1923. Myonia corvica ingår i släktet Myonia och familjen tandspinnare. Inga underarter finns listade i Catalogue of Life.